# Max Jammer
Max Jammer  (13 de abril de 1915 – 18 de dezembro de 2010), foi um físico israelense e filósofo da física. Ele nasceu em Berlim, na Alemanha.
Jammer estudou física, filosofia e história da ciência, primeiro na Universidade de Viena e depois de 1935 na Universidade Hebraica de Jerusalém, onde em 1942 ele se fez doutorado em física experimental. Depois de servir o exército britânico até o fim da guerra, Jammer retornou para a Universidade Hebraica, onde lecionou história e filosofia da ciência antes de se transferir em 1952 para a Universidade Harvard. Posteriormente ele foi professor e colega próximo de Albert Einstein na Universidade de Princeton. Ele lecionou nas universidades Harvard, Universidade de Oklahoma e na Universidade de Boston até 1956. Neste ano ele criou o departamento e se tornou professor de física da Universidade Bar-Ilan em Israel, onde depois foi Presidente e reitor. Ele também foi cofundador do Instituto para a Filosofia da Ciência da Universidade de Tel Aviv e foi Presidente da Associação para o Avanço da Ciência de Israel. Ele era professor visitante em várias universidades tradicionais como o Instituto Federal de Tecnologia de Zurique, a Universidade de Göttingen, o Instituto Henri Poincaré, a Universidade de Columbia, a Universidade Católica da América em Washington, D.C. e em outras universidades dos Estados Unidos e do Canadá.

## Prêmios e homenagens
Os prêmios recebidos por Jammer incluem:
- O Prêmio Israel em 1984, como reconhecimento pela história da ciência[1]

- O The EMET Prize for Art, Science and Culture de 2003, concedido pelo Primeiro-ministro de Israel
- O Prêmio Abraham Pais de 2007, pela história da física, concedido pela American Physical Society[2]

- O Monograph Prize da American Academy of Arts and Sciences
- Um prêmio pelo "excelente livro sobre teologia e ciências naturais", recebido da Templeton Foundation.

## Publicações selecionadas
- Concepts of Space: The History of Theories of Space in Physics. Cambridge (Mass): Harvard University Press, 1954; New York: Harper, 1960; 2nd ed: Cambridge: Harvard U.P., 1969; 3rd ed: New York: Dover, 1993. ISBN 0-486-27119-6. (Prefácio por Albert Einstein) (em inglês)
- Concepts of Force: A Study in the Foundations of Dynamics. Cambridge (Mass): Harvard U.P., 1957 New York: Harper, 1962 New York: Dover, 1999. ISBN 0-486-40689-X (em inglês)
- Concepts of Mass in Classical and Modern Physics. Cambridge (Mass): Harvard U.P., 1961 New York: Harper, 1964 New York: Dover, 1997. ISBN 0-486-29998-8
- Concepts of Mass in Contemporary Physics and Philosophy. Princeton, N.J.: Princeton U.P., 2000. ISBN 0-691-01017-X (em inglês)
- The Conceptual Development of Quantum Mechanics. New York: McGraw-Hill, 1966; 2nd ed: New York: American Institute of Physics, 1989. ISBN 0-88318-617-9 (em inglês)
- The Philosophy of Quantum Mechanics: The Interpretations of Quantum Mechanics in Historical Perspective. New York: Wiley-Interscience, 1974. ISBN 0-471-43958-4 (em inglês)
- Einstein and Religion: Physics and Theology. Princeton, N.J.: Princeton University Press, 1999. ISBN 0-691-10297-X (em inglês)
- Concepts of Simultaneity: From Antiquity to Einstein and Beyond. Baltimore: Johns Hopkins U.P., 2006. ISBN 0-8018-8422-5 (em inglês)